# Osvaldo Abbondanza
Osvaldo Abbondanza (Cesena, 18 gennaio 1921 – Roma, 1º novembre 2006) è stato un ingegnere e partigiano italiano.

## Biografia
Laureato in Ingegneria Meccanica presso l'Università la Sapienza di Roma, diplomato all'Accademia Navale di Livorno e Capitano della Regia Marina, si trovò giovanissimo a dover affrontare la seconda guerra mondiale. Nel 1944 prese parte alla resistenza partigiana del Partito Repubblicano Italiano assieme ad amici tra cui Oddo Biasini e Libero Gualtieri, in qualità di Comandante del I Distaccamento della Brigata Mazzini, per poi entrare nella giunta di Cesena sotto il governo militare alleato, sempre nel 1944. L'attività di lotta partigiana repubblicana gli valse, terminati i combattimenti, il riconoscimento per meriti speciali della Marina Militare italiana e il titolo di "patriota" controfirmato dal comandante in capo delle forze alleate in Italia, il generale Alexander. 
Nel dopoguerra divenne dirigente di grandi gruppi industriali e direttore generale dello stabilimento del Fusaro, sede centrale della Selenia.
Negli anni inventò e brevettò in diversi paesi alcuni macchinari, tra cui la Rotary keyboard punching machine, utilizzata per lungo tempo dalle pubbliche amministrazioni dei paesi occidentali.